# Speocera troglobia
Espèce
Speocera troglobia est une espèce d'araignées aranéomorphes de la famille des Ochyroceratidae.

## Distribution
Cette espèce est endémique de Thaïlande,. Elle se rencontre dans les grottes Tham Khao Phang dans la province de Surat Thani et Tham Rusit dans la province de Phang Nga.

## Publication originale
- Deeleman-Reinhold, 1995 : The Ochyroceratidae of the Indo-Pacific region (Araneae). The Raffles Bulletin of Zoology Supplement, no 2, p. 1-103 (texte intégral).